# 三野文太
三野文太（日语： Mino Monta，1944年8月22日—2025年3月1日），本名御法川法男，是日本電視節目主持人，東京都世田谷區祖師谷出身，最初做為文化放送播報員踏入業界。主持的節目有《搶救貧窮大作戰》、《校園瘋神榜》、《日本大國民》等。
2020年11月公開自己罹患帕金森氏症，已開始有症狀，遂陸續辭去節目。2025年1月在高檔燒肉店用餐，因被牛舌噎住而緊急送醫，雖當時救回，但仍於同年3月1日病逝。